# (23144) 2000 AY182
(23144) 2000 AY182 è un asteroide troiano di Giove del campo greco. Scoperto nel 2000, presenta un'orbita caratterizzata da un semiasse maggiore pari a 5,262238 UA e da un'eccentricità di 0,070403, inclinata di 9,403808° rispetto all'eclittica. Ha un diametro di 19,007 km e un'albedo di 0,135.